# HD 111604
HD 111604，又名BD+38 2373，SAO 63217、HR 4875，是一颗恒星，视星等为5.89，位于銀經124.31，銀緯79.61，其B1900.0坐标为赤經12h 45m 25.5s，赤緯+38° 79.61′ 40″。